# Jarra acústica
Las jarras acústicas son recipientes de cerámica que se encuentran incrustados en las paredes y, a veces, en los lados de las cavidades debajo del piso, de las iglesias medievales. Se cree que tenían la intención de mejorar el sonido del canto y se inspiraron en las teorías de Vitruvio.

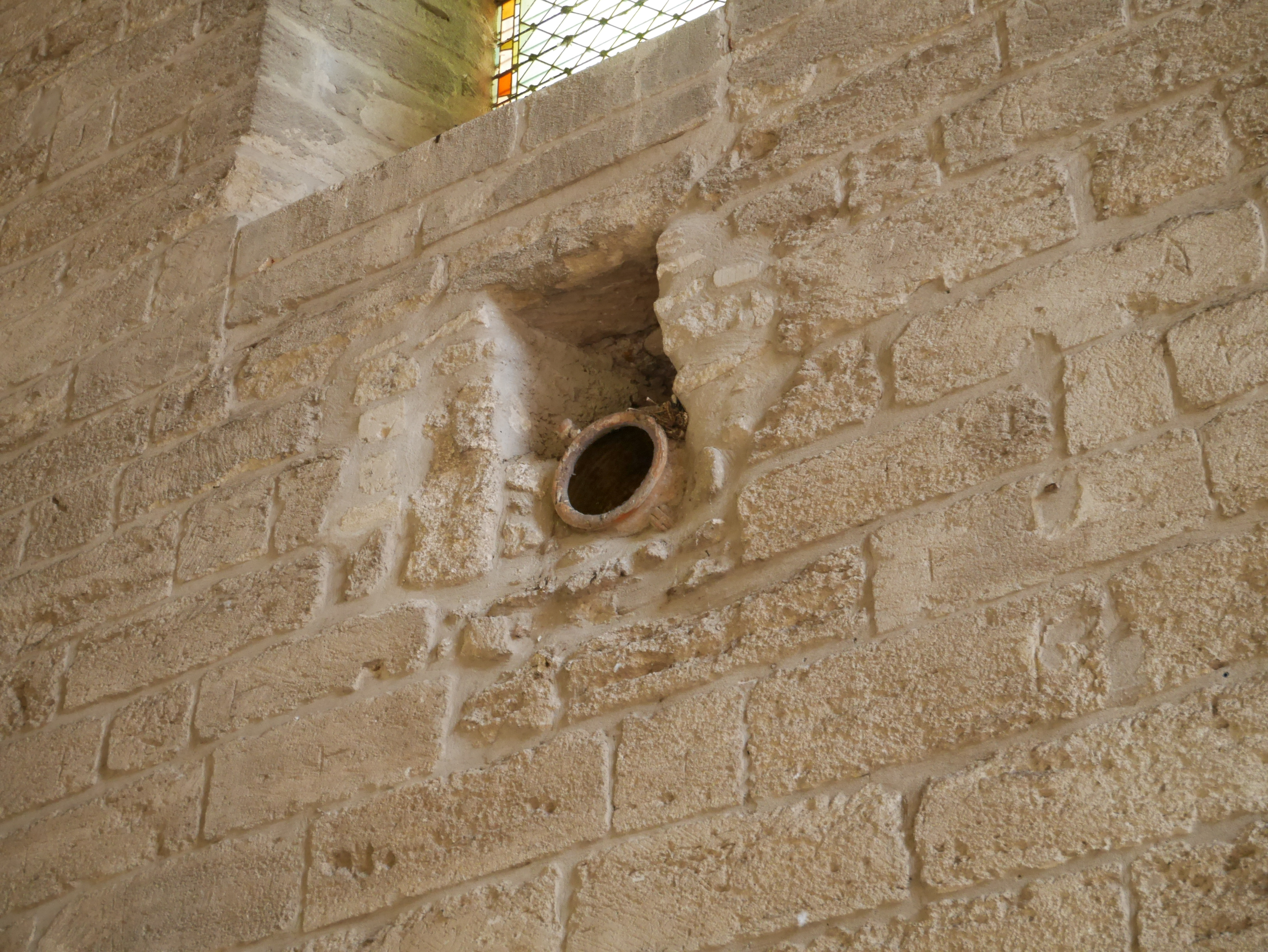
Ánfora de resonancia incrustada en la pared de la iglesia de la Chartreuse Notre-Dame-du-Val-de-Bénédiction [fr], Villeneuve-lès-Avignon.

## Historia
Se utilizaron jarrones de bronce afinados colocados en nichos para modificar la acústica en los teatros griegos y romanos. Vitruvio describe su uso. No sobreviven ejemplos originales.
En la Edad Media resurgió la idea de la vasija acústica. Se han encontrado ejemplos en alrededor de 200 iglesias, la mitad de ellas en Francia. Varían mucho en forma y ubicación, pero, a diferencia de las descritas por Vitruvio, son de cerámica y se encuentran encerradas dentro de la estructura del edificio. La función de las tinajas se estableció con el descubrimiento de una referencia en la Crónica de los Celestinos de Metz. El cronista registró que, en 1432:
 En la vigilia de la Asunción, después de que el hermano Odo le Roy, el prior, hubiera regresado del capítulo general antes mencionado, se ordenó que se colocaran vasijas en el coro de la iglesia de este lugar, declarando que había visto como en una iglesia de otra parte pensando que hacían mejor el canto, y que resonaban más, fueron puestos allí en un día, llevando tantos obreros como fueran necesarios.
Los experimentos modernos han indicado que su efecto habría sido absorber la resonancia de ciertas frecuencias, en lugar de amplificar el sonido.
Se decía que el uso de las vasijas era común en Bretaña y en los alrededores de Clisson, en el Loira Inferior. En el área de Clisson, por lo general se encontraban en filas horizontales a una altitud de unos tres metros sobre el nivel del suelo. En 1859 un corresponsal de Archaeologia Cambrensis informó que en Pallet había "una capilla moderna, con vasijas de barro insertadas en las paredes del coro, expresamente con fines acústicos". En Inglaterra, un conjunto de once jarras sobrevive en lo alto de las paredes del presbiterio de la iglesia de St Andrews en Lyddington, Rutland.
En St Peter Mancroft en Norwich, se descubrieron dos trincheras en forma de L que albergaban una serie de vasijas acústicas debajo del piso de madera sobre el que se había colocado anteriormente la sillería del coro. Tenían paredes de escombros y fondos de hormigón, y las superficies estaban revocadas. Se construyeron tinajas de barro en las paredes a intervalos de aproximadamente un metro, con las bocas mirando hacia la zanja. Las vasijas tenían aproximadamente 9 ½ pulgadas de largo y 8 pulgadas de ancho en su parte más ancha, estrechándose a 6 pulgadas en la boca. Se hizo un descubrimiento similar en St Peter Parmentergate, Norwich en la misma ciudad. En Abadía de Fountains, en Yorkshire, se descubrieron varias vasijas de barro con mortero en la base de la pantalla del coro, con el cuello sobresaliendo a través de la mampostería.
A veces se ha puesto en duda la eficacia de las vasijas medievales. El cronista de Metz, en la única fuente medieval para el propósito de las tinajas, se burla del prior por creer que podrían haber mejorado el sonido del coro, y el arqueólogo Ralph Merrifield sugirió que su uso podría deberse más a una tradición de depósitos votivos que a las teorías de Vitruvio.
En 2011, en la conferencia La Acústica de los Teatros Antiguos, celebrada en Patra, Grecia, P. Karampatzakis y V. Zafranas presentaron evidencia de que la teoría de Vitruvio era de hecho correcta y que la reconstrucción de un jarrón acústico antiguo es posible.